# میریام فلین
میریام فلین (انگلیسی: Miriam Flynn؛ زادهٔ ۱۸ ژوئن ۱۹۵۲) یک بازیگر سینما، و هنرپیشه اهل ایالات متحده آمریکا است.
از فیلم‌های معروف او می‌توان به بازی در فیلم آقای مادر و تعطیلات نشنال لمپون اشاره کرد.